# Conferencia de París (1947)
La conferencia de París de 1947 fue una reunión celebrada entre el 27 de junio al 2 de julio por los ministros de Asuntos Exteriores de la URSS (Molotov), Reino Unido y Francia para tratare julio al 22 de septiembre entre ministros de Asuntos Exteriores de varios países (Austria, Bélgica, Dinamarca, Francia, Reino Unido, Reino de Grecia, Irlanda, Islandia, Italia, Luxemburgo, Noruega, Países Bajos, Portugal, Suecia, Suiza y Turquía), para valorar las necesidades de cada uno de ellos con respecto al plan Marshall.